# Бунятино (Московская область)
Бунятино — деревня в Дмитровском районе Московской области, в составе сельского поселения Синьковское.
В 1918—1960 годах и в 1991—1994 годах являлось центром Бунятинского сельсовета.
В 1994—2006 годах Бунятино было центром Бунятинского сельского округа.

## Расположение
Деревня расположена в западной части района, примерно в 17 км к северо-западу от Дмитрова, на речке Бунятка (левый приток Яхромы), высота центра над уровнем моря 140 м. Ближайшие населённые пункты — примыкающие на севере село Абрамцево, на юге Насоново и на западе Горицы. У северной окраины деревни проходит автодорога А108 (Московское большое кольцо).

## История
Село Бунятино Каменского стана существовало уже в 1436—1445 годах. Упоминается в акте XV века о передаче его вместе с деревней Обрамовскою в Троице-Сергиев монастырь. С 1447 году уже значится в собственности Троицкого монастыря. Название скорее всего получило от речки Бунятки.
До секуляризационной реформы 1764 года село Бунятино, вместе с селом Ведерницы и деревнями: Абрамцево, Горицы, Насоново, Садниково, Курьково, Хвостово, Мисиново, Шульгино принадлежат Троице-Сергиевому монастырю. После реформы — Государственной коллегии экономии.
В 1918 году формирование Бунятинского сельсовета, входившего в Синьковскую волость.
В 1935 году Бунятино было передано в Коммунистический район. В 1957 году возвращён в Дмитровский район.
В 1958 году было принято решение о формировании крупных совхозов: «Яхромский», «Дмитровский», «Рогачевский» для освоения Яхромской поймы. На развитие инфраструктуры совхозов было выделено более 30 млн рублей. Позже был сформирован совхоз «Бунятинский» (в 1985 году).
В 1960 году передача селений Бунятинского сельсовета в Больше-Рогачёвский сельсовет. В 1991 году формирование заново Бунятинского сельсовета.
В 2006 году передача Бунятино в Синьковский сельский округ.

## Население
| 2002 | 2006 | 2010 |
| ---- | ---- | ---- |
| 611  | ↘511 | ↗793 |